# Pauley Pavilion

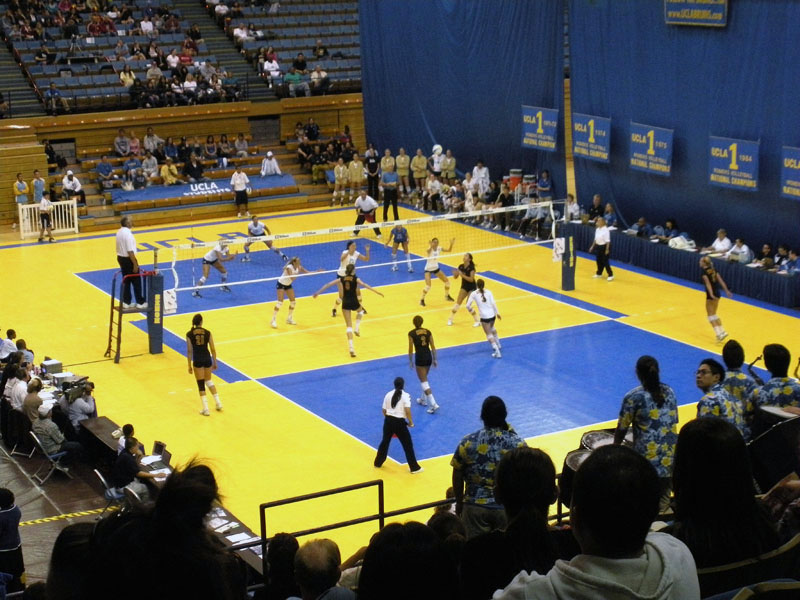
UCLA face à USL volley-ball en 2008

Le Pauley Pavilion est la salle de basket-ball de l'université de Californie à Los Angeles. De 10 337 places permanentes, la capacité du pavilion est portée à 12 829 places pour les matchs de basket-ball des UCLA Bruins. Avant la construction de cette salle, les Bruins évoluaient au « B.O. Barn », salle de seulement 2 000 places.

## Historique
La salle doit son nom à Edwin W. Pauley (1903-1981), diplômé d'UCLA en 1922, qui finance un cinquième du coût de la construction après avoir fait fortune dans le pétrole. Le Pauley Pavilion est inauguré en juin 1965.
Le Pavilion fut utilisé pour les épreuves de gymnastique lors des Jeux olympiques d'été de 1984.
Outre le sport, l'enceinte est utilisée comme salle de concerts par Bob Dylan, Frank Sinatra, Eric Clapton ou le Grateful Dead notamment.